# Шваб Анатолій Георгійович
Шваб Анатолій Георгійович (нар. 21 жовтня 1967) — український науковець, доктор історичних наук, професор кафедри історії України та археології Волинського національного університе́ту і́мені Ле́сі Украї́нки. Волонтер, президент благодійної організації «Благодійний фонд „Віримо в Україну».

## Біографічні відомості
Народився 21 жовтня 1967 року в районному центрі Лугини Житомирської області в родині вчителів. Після закінчення Кремнянської середньої школи, в 1984 році вступив на історичний факультет Луцького державного педагогічного інституту імені Лесі Українки, який, з відзнакою, закінчив у 1991 році. Під час навчання з 1986 по 1988 призивався на військову службу. Після закінчення навчання був прийнятий на посаду асистента кафедри історії України.
У 1992—1995 роках навчався в аспірантурі Луцького державного педагогічного інституту імені Лесі Українки, після закінчення якої у червні 1996 року захистив кандидатську дисертацію на тему: «Еміграція з Волині 1921—1939 років» у Чернівецькому державному університеті імені Юрія Федьковича.
Після закінчення аспірантури, з 1995 року продовжив працювати на посаді асистента кафедри історії України; в 1996 році переведений на посаду старшого викладача, а в 1997 році обраний на посаду доцента цієї ж кафедри. Із 2000 по 2005 рік виконував обов'язки заступника декана. У вересні 2005 року обраний на посаду декана історичного факультету, в 2012 році вдруге переобраний на цю посаду.
У 2015 році захистив докторську дисертацію на тему «Еміграційна політика Польщі (1918—1939)» в Чернівецькому національному університеті імені Юрія Федьковича. У 2016 році обраний на посаду професора кафедри нової та новітньої історії України Східноєвропейського національного університету імені Лесі Українки.
Із серпня 2017 року до грудня 2019 року, у зв'язку з реорганізацією історичного факультету, обіймав посаду декана факультету історії, політології та національної безпеки Східноєвропейського національного університету імені Лесі Українки. Із 17 грудня 2019 року — професор кафедри національної безпеки факультету історії політології та національної безпеки, з 18 червня 2020 р. - професор кафедри історії України та археології.
За час перебування на посаді декана виступив ініціатором суттєвого розширення навчально-методичної, наукової діяльності факультету та відкриття нових спеціальностей: у 2004 році ліцензовано спеціальність «Документознавство та інформаційна діяльність», у 2006 році — «Музеєзнавство та пам'яткозавство», у 2015 році — «Державна служба» та «Кібербезпека», у 2017 році — «Державна безпека». Це дозволило перетворити історичний факультет у багатопрофільний структурний підрозділ, який забезпечує підготовку фахівців за десятьма спеціальностями та реорганізувати його 2017 року у Факультет історії, політології та національної безпеки.
Автор однієї одноосібної та співавтор шістьох колективних монографій, чотирьох навчальних посібників, понад 70 наукових статей. Коло наукових інтересів: історія української еміграції, еміграційна політика, західноукраїнські землі у міжвоєнний період, Українська революція 1918—1921 рр., історія Польщі 1918—1939 рр.
Ініціатор та організатор ІІІ Міжнародного конгресу українських істориків (2006 р.); низки міжнародних наукових конференцій присвячених таким актуальним питанням, як українсько-польські відносини у роки Другої світової війні на Волині (2008, 2013, 2016, 2017, 2018 рр.), подіям Першої та Другої світових воєн (2005, 2006, 2016 рр.), історії Волині різних періодів (2009, 2011, 2016, 2017, 2018, 2019 рр.), депортації українців з Холмщини та Підляшшя (2007, 2012 рр.), видатному теоретику українського державотворення В'ячеславу Липинському (2007, 2012, 2017 рр.).
Організатор дослідження та популяризації історії Волині. Заступник голови Волинської обласної організації Національної спілки краєзнавців України. Ініціатор розроблення комплексної Обласної програми історичних досліджень Волині на 2017—2021 роки, ухваленої Волинською обласною радою у 2017 році.
Неодноразово призначався МОН України головою та членом експертних комісій із акредитації освітньої діяльності ЗВО. Член Науково-методичної комісії № 12 з воєнних наук, національної та цивільної безпеки, спеціальність 251 Державна безпека сектору вищої освіти Науково-методичної ради МОН України. Експерт Національного агентства забезпечення якості вищої освіти.
Член (2009 - 2021 рр.) та голова спеціалізованої Вченої ради (2017 - 2021 рр.) К 32.051.03 з правом прийняття до розгляду та проведення захистів дисертацій на здобуття наукового ступеня кандидата історичних наук у СНУ імені Лесі Українки.
Волонтер, президент благодійної організації «Благодійний фонд „Віримо в Україну».

## Нагороди
- Відзнака Президента України «Золоте серце» (9 грудня 2022) — за вагомий особистий внесок у надання волонтерської допомоги та розвиток волонтерського руху, зокрема під час здійснення заходів із забезпечення оборони України, захисту безпеки населення та інтересів держави у зв'язку з військовою агресією Російської Федерації проти України та подолання її наслідків[1]

Нагороджений почесними грамотами та подяками Луцької міської ради, Волинської обласної ради та Волинської обласної державної адміністрації, Міністерства освіти і науки України, Кабінету міністрів України та Верховної Ради України. Має звання «Почесний краєзнавець України». В 2017 році став лауреатом премії імені Героя України Петра Тронька Національної спілки краєзнавців України.

## Життєве кредо
«Встань і йди»

## Учні професора
Оболончик Наталя Григорівна, Савчук Олег Анатолійович, Ющук Володимир Леонідович, Малеончук Галина Олександрівна, Мащенко Наталія Володимирівна, Швець Ірина Володимирівна, Токарська Юлія Валеріївна, Шабала Богдан Ярославович, Грушко Ірина Ігорівна.

## Науковий доробок
Автор однієї одноосібної та співавтор шістьох колективних монографій, чотирьох навчальних посібників, понад 70 наукових статей, редактор та упорядник понад 20 наукових збірників.

## Основні праці
- Шваб А. Регіональні особливості національної структури населення міжвоєнної Польщі. Science and Education a New Dimension. Humanities and Social Science, I(2). Issue : 12, 2013. Budapest, 2013. S. 72–77.
- Шваб А. Міжнародно-правове врегулювання еміграції з Польщі до європейських країн у міжвоєнний період. Вісник Київського національного університету імені Тараса Шевченка. Історія. 2013. № 5(118). С. 55–59.
- Шваб А., Малеончук Г. Економічний розвиток Луцька в міжвоєнний період. Історичні студії Східноєвропейського національного університету імені Лесі Українки. 2013. Вип. 9–10. С. 56–65.
- Шваб А. Еміграційна політика Польщі (1918—1939) : монографія / Анатолій Шваб. Луцьк: ВМА «Терен», 2014. 492 с. ISBN 978-617-7117-29-1.
- Шваб А. Органи державної безпеки Польщі на Волині (1918—1939 рр.). Історія органів державної безпеки на Волині: документально-публіцистичне видання / наук. ред. М. М. Кучерепа; за заг. ред. В. А. Мельниковича. Луцьк: Ініціал, 2012. С. 17–43.
- Шваб А. Західне Полісся у міжвоєнний період (1921—1939). Етнодемографічні процеси. Західне Полісся: історія та культура: монографія / авт. кол. Г. В. Бондаренко, О. Н. Гаврилюк, А. А. Дмитренко, О. М. Карліна, В. О. Кудь, М. М. Кучерепа, М. М. Кучинко, О. Ю. Ленартович, В. В. Надольська, В. В. Пришляк, М. Г. Тиський, Г. М. Хлібовська, Я. М. Шабала, А. Г. Шваб; наук. ред. В. К. Баран. Луцьк: ПрАТ «Волинська обласна друкарня», 2012. С. 342—354. (7,2 обл.-вид. арк.)
- Шваб А. Исследования эмиграционной политики второй Речи Посполитой в польской историографии второй половины ХХ — начала XXI векав. Codrul Cosminului. Volume 20. Issue 1. July 2014. S. 223—238.
- Шваб А., Малеончук Г. Єврейські громадські об'єднання міжвоєнного Луцька. Краєзнавство. № 3/4(92/93). 2015. С. 69–73.
- Шваб А. Тема еміграції в польській науковій і суспільно-політичній думці 1920–1930-х рр. Науковий вісник Східноєвропейського національного університету імені Лесі Українки. Історичні науки. Луцьк: «Вежа-Друк», 2015. № 7 (308). С. 121—129.
- Шваб А., Мащенко Н. Шкільництво на Рівненщині в добу «відлиги». Наукові записки Тернопільського національного педагогічного університету імені Володимира Гнатюка. Серія: історія. Тернопіль, 2016. Вип. 2. Ч. 3. С. 44–49.
- Шваб А. Участь населення Волинської губернії в колонізації Сходу Російської імперії. Модернізаційні процеси на Волині в ХІХ — на початку ХХ століття: зб. наук. праць. Луцьк: Вежа-Друк, 2018. С. 222—241.
- Шваб А. На шляху до українсько-польського конфлікту на Волині: рефлексії з міжвоєнного двадцятиліття. «Волинь-43» міфи і реальність [Текст]: зб. наук. праць / упорядн. Кучерепа М. М., Шваб А. Г. Луцьк: Вежа-Друк, 2019. С. 77–83.
- Шваб А. Шваб Л. У пошуках національної ідентичності: з життя волинської родини Левчанівських. Східноєвропейський історичний вісник. Спеціальний випуск: матеріали наукової конференції / головний редактор В. Ільницький. Дрогобич: Видавничий дім «Гельветика», 2019. С. 145—154.
- Шваб А. Національна структура еміграції населення Волинського воєводства в 1921—1939 рр. Етнічні спільноти та конфесії на Волині: [Текст]: зб. наук. праць / упорядн. й наук. ред. Ю. В. Крамар, А. Г. Шваб. Луцьк: Вежа-Друк, 2019. С. 143—155.
- Шваб А., Денисюк В. Продовольче забезпечення прифронтових міст Волинської губернії в 1914—1917 рр. Східноєвропейський історичний вісник / головний редактор В. Ільницький. Дрогобич: Видавничий дім «Гельветика», 2020. Випуск 14. С. 76–85.
- Larysa Shvab, Anatoliy Shvab, Mariana Shvab, «Żeligowski's Mutiny» as a Polish Way to Solve the «Vilnius Problem»// Codrul Cosminului. Vol. 27. No. 1. July 2021. P. 129—148. DOI: https://doi.org/10.4316/CC.2021.01.007
- Шваб Л., Шваб А. Агатангел Кримський: українолюбство і праця на ґрунті українознавства. Матеріали всеукраїнської наукової конференції з іноземною участю до 150-річчя Агатангела Кримського «Ідентичність. Дискурс. Імагологія». Острог: Видавництво Національного університету «Острозька академія», 2021. С. 58 — 63.
- Шваб А. Г., Шваб Л. П. Національна політика польських комуністів у 1943—1945 рр. // Вісник Черкаського університету. Серія «Історичні науки», № 2. 2021 р. C. 123– 35. ISSN 2076-5908 (Print). Index Copernicus: ICV 2019:56.40. DOI: 10.31651/2076-5908-2021-2
- Малеончук Г., Шваб А. Міжвоєнний Луцьк: суспільно-політичний, соціально-економічний, культурний розвиток (1919—1939). Луцьк: Терен, 2022. 216 с.

## Нагороди та відзнаки
Нагороджений почесними грамотами та подяками Луцької міської ради, Волинської обласної ради та Волинської обласної державної адміністрації, Міністерства освіти і науки України, Кабінету міністрів України та Верховної Ради України. Має звання «Почесний краєзнавець України». В 2017 році став лауреатом премії імені Героя України Петра Тронька Національної спілки краєзнавців України.